# Fíachu Sraiptine
Fíachu Sraiptine Ard ri Érenn légendaire qui aurait régné entre 285 et 322 selon les dates traditionnelles des Annales des quatre maitres.
Fíachu Sraiptine est considéré comme le fils de l’Ard ri Érenn Coipre Lifechair et d’une épouse inconnue. Il correspond au « Fécho » du Baile Chuinn Chétchathaig.
Selon les annales médiévales à la mort de son père Fothad Cairpthech et Fothad Airgthech, fils de Lugaid mac Con, auraient occupé le trône conjointement. Mais après un an de règne Fothad Airgthech tue son frère. Fíachu et les Fianna auraient alors vaincu et tué Fothad Cairpthech à la bataille d’Ollarba.
Le roi Fiacha livra ensuite trois combats aux hommes de Leinster à Sliabh Toadh; à Smear, et également à Ciarmhagh. C’est le fils de Fíacha,Muiredach mac Fiachach, qui commandait ses armées car le roi lui-même n’était pas en état de combattre. Après sa victoire Muiredach conduit une expédition victorieuse au Munster.
Après que le roi Fíachu a régné 37 ans, ses neveux, Les Trois Colla (Colla Uais, Colla Fo Chri et Colla Menn, fils de son frère aîné Eochaid Doimlén) mettent à profit l’absence de Muiredach et de son armée pour attaquer l’Ard ri Erenn.
Le druide de Fíacha, Dubchomar, prophétise que si Fíacha réussit à vaincre les Collas aucun de ses descendants ne pourra jamais régner sur l’Irlande et qu’au contraire si les Collas triomphent aucun de leurs descendants ne sera jamais Ard Ri Erenn.
Fíachu fut défait et tué à la bataille dite ensuite de Dub Commair et les Trois Collas occupèrent le trône.

## Famille
Selon les généalogies Fíachu Sraiptine aurait épousé une certaine Aife fille du roi de Gaill Gaedil (anachronisme dans la mesure où il s’agit du nom médiéval traditionnel des populations mi celtiques mi scandinaves d’Irlande) dont :
- Muiredach Tirech Ard ri Érenn ;
- Domnall ancêtre des Uí Maine.

## Sources
- Edel Bhreathnach, Editor Four Courts Press for The Discovery Programme Dublin (2005)  (ISBN 1851829547) The kingship and landscape of Tara. Pages 170,171 & Historical The Legendary Connachta Table 1 pages 340,341.